# Blair Witch
Blair Witch (укр. Відьма з Блер) — відеогра 2019 року в жанрі жахів та виживання, розроблена Bloober Team за мотивами серії фільмів жахів «Відьма з Блер». Вона була видана Lionsgate Games для Microsoft Windows, Xbox One та Xbox Game Pass 30 серпня 2019 року. Дія гри розгортається у 1996 році, через два роки після подій «Відьма з Блер: Курсова з того світу». Гра розповідає про колишнього офіцера поліції Елліса Лінча, який приєднується до пошуків зниклого хлопчика в лісі Блек-Гіллз. Пізніше гру було портовано на PlayStation 4, Nintendo Switch, Oculus Quest & Quest 2 та Amazon Luna протягом 2019-2021 років.
Blair Witch отримала змішані відгуки: критики високо оцінили її атмосферу, графіку, звукове оформлення та використання собаки-компаньйона, але розкритикували ігролад і сприйняту складність.

## Ігровий процес
Гра фокусується на механіці жахів і виживання та стелсі й ведеться від першої особи, вимагаючи від гравця використовувати такі предмети, як камера, мобільний телефон, ліхтарик або собака Елліса, Куля, щоб відстежувати і йти слідами зниклого дев'ятирічного Пітера Шеннона, відбиваючись від тіньових створінь. Дорогою гравці знаходитимуть дивні дерев'яні ляльки, фотографії та касети, а також розв'язуватимуть головоломки. Як і фільм, гра інтегрує піджанр знайдених кадрів з ігровим процесом та історією, часто через використання касетних записів.

## Сприйняття

### Огляди
| Агрегатор  | Оцінка                                         |
| ---------- | ---------------------------------------------- |
| Metacritic | NS: 59/100 PC: 69/100 PS4: 65/100 XONE: 67/100 |

| Видання        | Оцінка    |
| -------------- | --------- |
| Destructoid    | 7/10      |
| Game Informer  | 7/10      |
| GameRevolution | 3/5 зірок |
| GameSpot       | 5/10      |
| GamesRadar+    | 3/5 зірок |
| IGN            | 8.8/10    |
| PC Gamer (США) | 58/100    |

Blair Witch отримав «змішані або середні» відгуки, згідно з агрегатором рецензій Metacritic. Алекс Спенсер з PC Gamer назвав Blair Witch «цікавою грою в жанрі жахів, якій ніколи не вдається вийти з тіні свого натхнення з 90-х», але розкритикував її за те, що деякі механіки не отримали подальшого розвитку. У статті для GameSpot Алессандро Барбоза похвалив атмосферу та звукове оформлення гри, але був критичним, зазначивши, що Blair Witch не має складного сюжету, до того ж назвавши повороти сюжету передбачуваними. Джефф Корк з Game Informer повторив подібні плюси, але розкритикував сутички з ворогами та їхню непослідовність. Патрік Генкок з Destructoid прокоментував, що «„Відьма з Блер“ достатньою мірою поєднує звичайні страхи з психологічним жахом», але відзначив велику кількість скримерів, які дратують.
Атмосфера та звуковий дизайн гри були відзначені позитивно: редактор Polygon Кас Маршалл назвав атмосферу лісу «задовільною» і сказав, що розробники Bloober Team створили зловісний ліс з привидами, але зазначив, що час від часу можна розчаруватися під час навігації та загубитися в ньому. Вікі Блейк з Eurogamer підкреслила, що візуальні ефекти та майстерне використання звуку при створенні страхів і сцен, що запам'ятовуються, є незабутніми.
Персонажі отримали загалом позитивні відгуки. Ті Джей Гафер, який пише для IGN, заявив, що собака робить досвід набагато більш терпимим і корисним для відстеження важливих предметів, але критикує «кволий» штучний інтелект собаки. Джейсон Фолкнер з GameRevolution назвав включення Кулі «недостатньо використовуваним», а його найбільш значуще застосування — це спрямування гравця на ворогів під час бою. Аліса Мерканте з GamesRadar+ відзначила Елліс Лінч, коментуючи стосунки між Еллісом і Кулею та вміле використання психічних проблем, і назвала цей наративний інструмент чудовим, який тримає гру в напрузі.

### Продажі
Попри неоднозначні відгуки, гра була номінована на «Гру року для Xbox» на премії Golden Joystick Awards 2019, а також на премію NAVGTR Awards за «Звук, новий IP».